# Cyclaspis candida
Cyclaspis candida är en kräftdjursart som beskrevs av John Todd Zimmer 1921. Cyclaspis candida ingår i släktet Cyclaspis och familjen Bodotriidae. Inga underarter finns listade i Catalogue of Life.